# Antocha (Antocha) nebulipennis nebulipennis
Antocha (Antocha) nebulipennis nebulipennis is een ondersoort van de tweevleugelige Antocha (Antocha) nebulipennis uit de familie steltmuggen (Limoniidae). De ondersoort komt voor in het Palearctisch en Oriëntaals gebied.